# Konohana
Konohana (此花区, Konohana-ku) és un dels 24 districtes urbans de la ciutat d'Osaka, capital de la prefectura homònima, a la regió de Kansai, Japó. És un dels cinc districtes urbans de la ciutat que fa costa amb la badia d'Osaka, a la mar interior de Seto. També és conegut per trobar-se el parc d'atraccions Universal Studios Japan i el parc de l'Exposició Universal de 2025.

## Geografia
El districte de Konohana es troba localitzat al nord-oest dins la ciutat d'Osaka, al centre de la prefectura homònima. Pel districte flueix i desemboca el riu Yodo, ja que el districte fa costa amb la badia d'Osaka, part de la mar interior de Seto. El terme del districte limita amb els de Nishi-Yodogawa al nord, amb Minato, Nishi i Suminoe al sud, amb Fukushima a l'est i amb la badia d'Osaka a l'oest.

### Barris
Els chōchō o barris del districte són els següents:
- Asahi (朝日)
- Ume-machi (梅町)
- Kasugade-Naka (春日出中)
- Kasugade-Minami (春日出南)
- Kasugade-Kita (春日出北)
- Sajurajima (桜島)
- Shikanjima (四貫島)
- Shimaya (島屋)
- Takami (高見)
- Tsuneyoshi (常吉)
- Denpō (伝法)
- Torishima (酉島)
- Nishi-Kujō (西九条)
- Baika (梅香)
- Hokukō (北港)
- Hokukō-Shiratsu (北港白津)
- Hokukō-Ryokuchi (北港緑地)
- Yumeshima-Naka (夢洲中)
- Yumeshima-Higashi (夢洲東)

## Història
El districte de Konohana es creà l'1 d'abril de 1925 sortit d'una escissió del districte de Kita amb municipis integrats dins de la ciutat eixe any. L'1 d'abril de 1943 la part més oriental del districte s'escindí ter esdevindre el nou districte de Fukushima. El 31 de març de 2001 va obrir les portes el popular parc d'atraccions Universal Studios Japan al barri de Sakurajima. L'Exposició Universal de 2025 tindrà lloc a una de les illes del districte, Yumeshima.

## Demografia
| 1920   | 1930   | 1940   | 1950   | 1960 | 1970   | 1980   |
| ------ | ------ | ------ | ------ | ---- | ------ | ------ |
| ND     | ND     | ND     | ND     | ND   | 85.786 | 73.386 |
| 1990   | 2000   | 2010   | 2020   | 2030 | 2040   | 2050   |
| 69.729 | 65.037 | 65.569 | 64.870 | -    | -      | -      |

## Transport

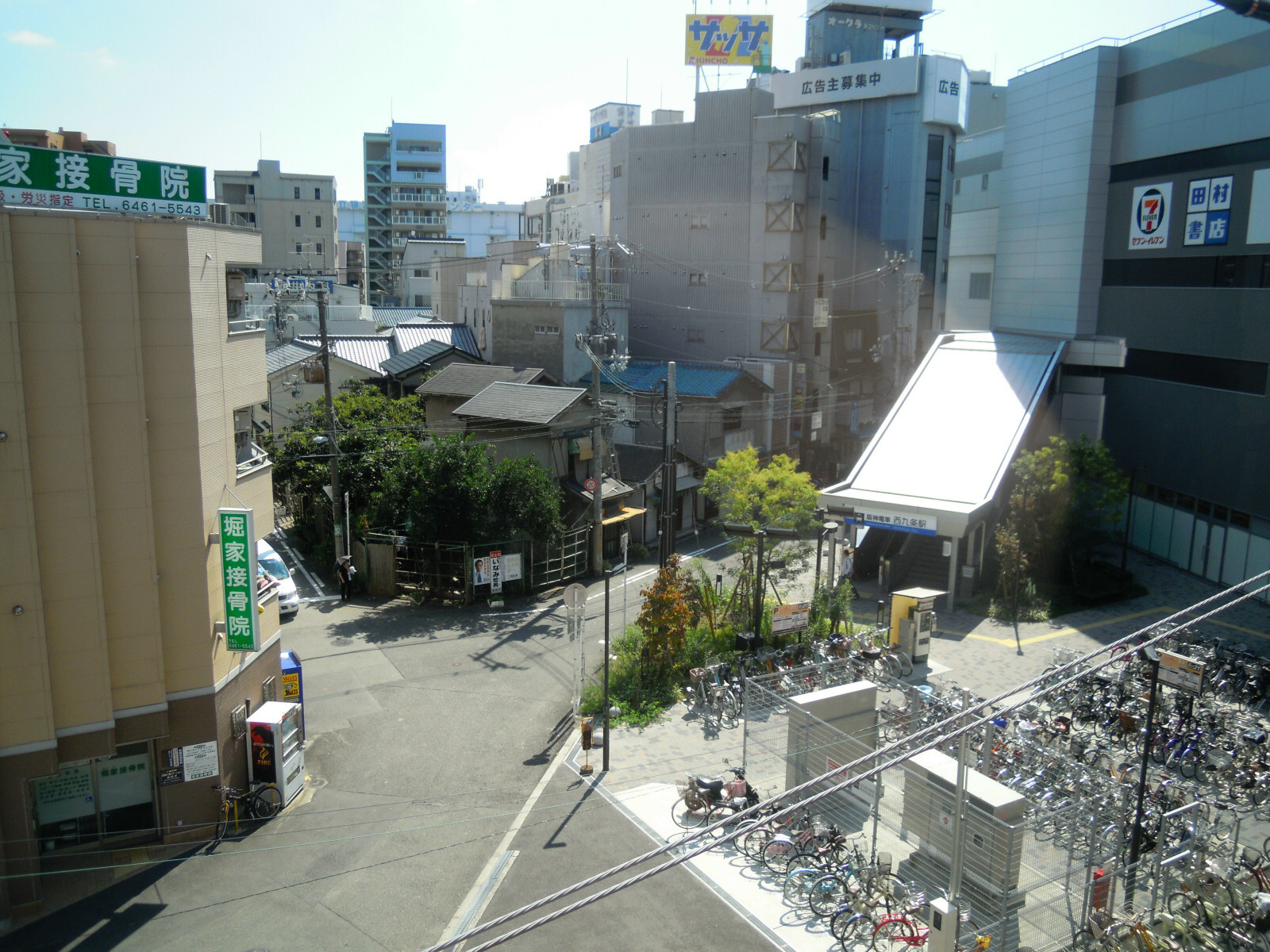
Plaça amb l'estació de Nishikujô

### Ferrocarril
- Companyia de Ferrocarrils del Japó Occidental (JR West)
  - Nishikujō - Ajikawaguchi - Universal City - Sakurajima
- Ferrocarril Elèctric Hanshin
  - Nishikujô - Chidoribashi - Denpō

### Carretera
- Autopista Hanshin
- Nacional 43